# Peter Nijhof
Peter Nijhof (1950) is een Nederlands ambtenaar en publicist. Hij is vanaf de jaren 70 een van de belangrijkste voorvechters geweest voor het behoud van industrieel erfgoed, vanuit de tijd dat hiervoor in de erfgoedzorg nog geen enkele aandacht bestond.

## Levensloop
Nijhof was al zeer vroeg actief en publiceerde in 1978 het werk 'Monumenten van bedrijf en techniek, industriële archeologie in Nederland'. In deze periode hield hij zich bezig met wat toen nog 'industriële archeologie' heette, naast zijn functie bij het NIROV. Pas in de jaren 80 kwam het begrip van erfgoedwaarden van industrieel erfgoed meer op gang. 
In 1986 werd Nijhof senior adviseur industrieel erfgoed bij het Monumenten Inventarisatie Project (MIP) bij de (toenmalige) Rijksdienst voor de Monumentenzorg. Eind jaren 80 was hij voorzitter van de adviescommissie Industrieel Erfgoed onder minister Hedy d'Ancona en publiceerde  in 1989 het rapport 'Industrieel Erfgoed en de Kunst van het Vernietigen'. Het was dit rapport dat de weg openbrak voor industrieel erfgoed in de gevestigde monumentenzorg en alle adviezen werden overgenomen. Dit leidde in 1991 tot de oprichting van het Projectbureau Industrieel Erfgoed, beter bekend als PIE, bij de (toenmalige) Rijksdienst voor de Monumentenzorg, dat zou bestaan tot en met 1996. 
In de jaren 90 werkte Nijhof onder andere samen met Ed. Schulte (TU Eindhoven) en schreef samen met Schulte in 1994 met subsidie van het Bouwfonds Nederlandse Gemeente het boek 'Herbestemming Industrieel Erfgoed in Nederland'.
'Het oranje boek', zoals het wel wordt genoemd in het werkveld, was lange tijd de enige studie die met casestudies een onderbouwd pleidooi hield voor de mogelijkheid van Herbestemmen en vormde een opmaat voor het jaar van het industrieel erfgoed in 1996. 
Nijhof schreef tijdens zijn loopbaan meer dan 30 boeken over het onderwerp en ging in 2015 met pensioen. Hij ontving voor zijn verdiensten voor de erfgoedzorg de onderscheiding van Ridder in de orde van Oranje-Nassau.

## StiHie
Nijhof was tevens mede-initiatiefnemer van het StiHIE, Stichting Herbestemming Industrieel Erfgoed, opgericht in 1995. StiHie probeerde als onafhankelijke stichting eigenaren van industrieel erfgoed te adviseren over herbestemming. 
Toen in 2004  de Nationale Maatschappij tot Behoud, Ontwikkeling en Exploitatie van Industrieel Erfgoed op stoom kwam, concludeerde STiHie dat zij overbodig was geworden en werd ontbonden. Nijhof's hoofdfunctie bleef echter onverminderd adviseur bij de rijksdienst tot aan zijn pensionering.
- Gemeinsame Normdatei: 188452656
- International Standard Name Identifier: 0000 0000 2452 3843
- Library of Congress Control Number: n79010520
- Nederlandse Thesaurus van Auteursnamen: 06878208X
- Système universitaire de documentation: 118903497
- Virtual International Authority File: 24725137